# Frédéric Leclercq

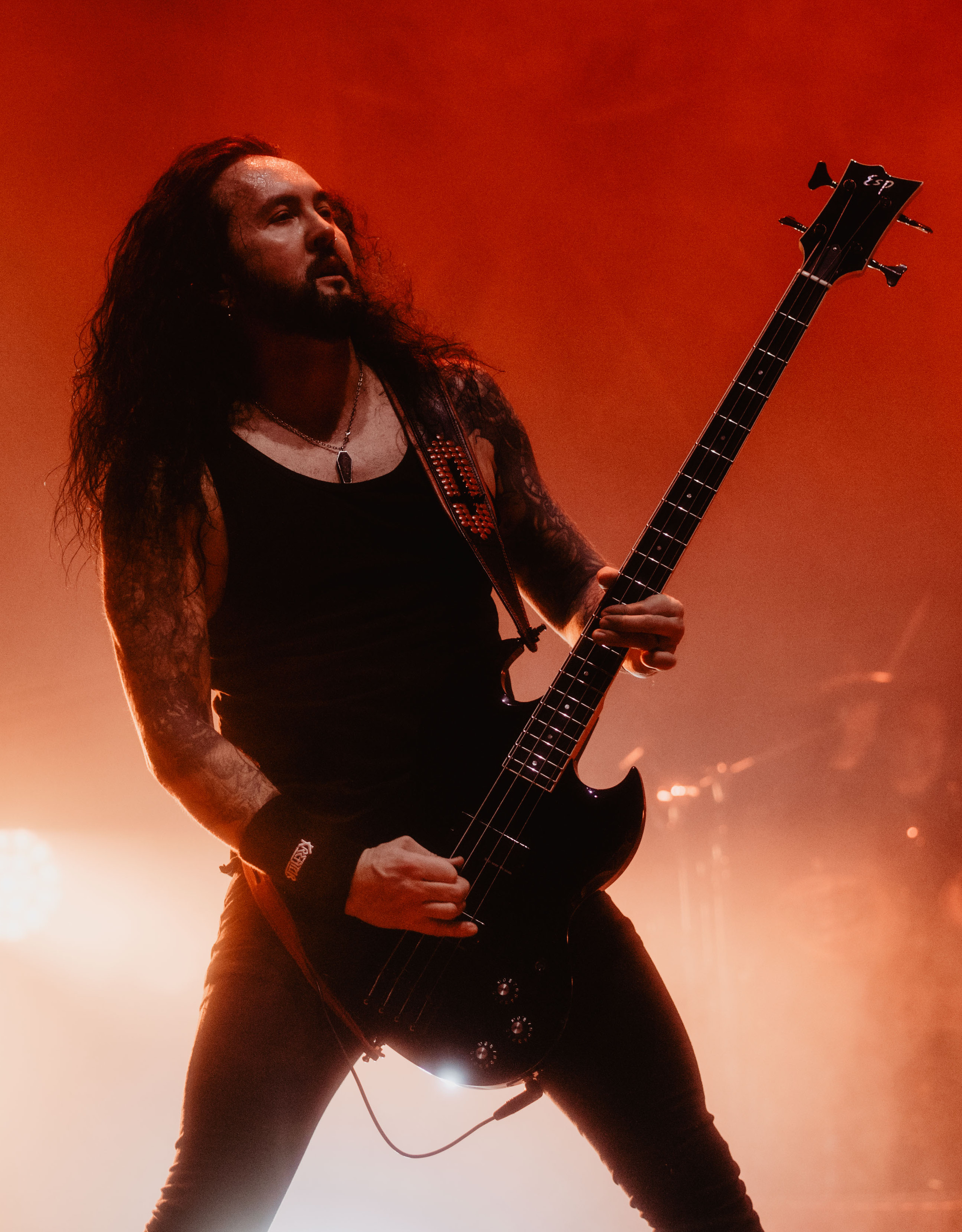
Frédéric Leclercq (2023)

Frédéric Alexandre „Fred“ Leclercq (* 23. Juni 1978) ist ein französischer Musiker und Musikproduzent. Bekannt wurde er als langjähriger Bassist der britischen Power-Metal-Band DragonForce. Zudem ist er Gitarrist, Bassist, Keyboarder und Hauptsongwriter der Death-Metal-Supergroup Sinsaenum. Neben Tätigkeiten als Gitarrist und Sänger von Maladaptive und Bassist und Gitarrist von Amahiru ist er der Bassist der deutschen Thrash-Metal-Band Kreator und der französischen Thrash-Metal-Band Loudblast. Darüber hinaus ist er als Sessionmusiker für verschiedene andere Bands tätig. Dazu zählt etwa George Lynchs Band Souls of We. Ebenfalls war er für die Power-Metal-Band Heavenly tätig und spielte Auftritte für Carnival in Coal und Sabaton.

## Werdegang
Leclercq wurde von Musikern wie Uli Jon Roth, Adrian Smith, Trey Azagthoth und Marty Friedman beeinflusst. 2005 trat er DragonForce als Ersatz für Adrian Lambert auf der Sonic-Firestorm-Tour bei. Er spielte sieben Studioalben mit der Gruppe ein, verließ die Band jedoch, um andere Metal-Stilrichtungen auszuprobieren. Am 16. September 2019 gab Kreator bekannt, dass Leclercq Christian Giesler am Bass ersetzen würde, der 25 Jahre für die Gruppe tätig war.
2020 gründete Leclercq das Projekt Amahiru mit der japanischen Gitarristin Saki. Saki spielt Leadgitarre, Leclercq Lead-, Rhythmus- und Bassgitarre. Die beiden trafen sich 2015 als Sakis Band, Mary’s Blood, als Vorband für DragonForce in Hongkong spielte. Amahirus selbstbetiteltes Debüt erschien am 27. November 2020. Der britische Sänger Archie Wilson, der niederländische Keyboarder Coen Janssen und der US-amerikanische Schlagzeuger Mike Heller sind darauf zu hören. Ebenso sind der Shakuhachi-Spieler Kifu Mitsuhashi und Gastauftritte von Elize Ryd und Sean Reinert auf dem Album.

## Equipment
Leclercq spielt ESP-Bässe und hat ein Signature-Modell, die LTD FL-600, gemeinsam mit fünf anderen Bassisten (Gabe Crisp, Frank Bello, Pancho Tomaselli, Tom Araya und Henkka Seppälä). Er spielt zudem bei Sinsaenum die ESP Arrow FL SIN-6B sowie Antelope Custom-Baritone-Scale-Instrumente. Bei Sabaton nutzte er eine ESP-Horizon-E-Gitarre. Als Verstärker spielt er unter anderem Peavey-Tour-700-Bassverstärker und 8x10-Bassboxen sowie Samson-UHF-Wireless-Systeme.

## Bands und Projekte

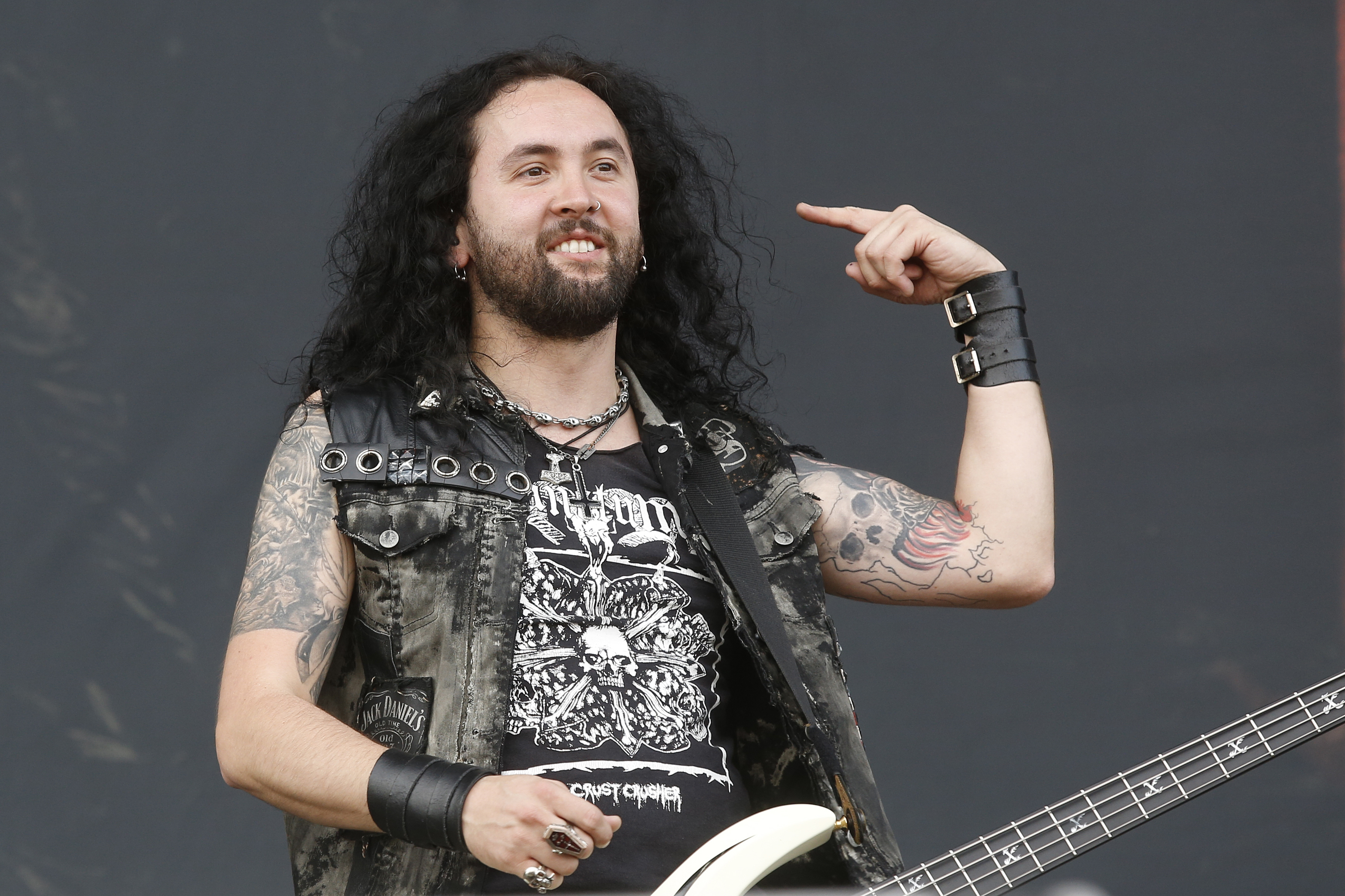
Leclercq mit DragonForce 2013

- Hors Normes (Fusion) 1994–1996; 2000
- Memoria (Black Metal) 1997–1999; 2000–2001
- Heavenly (Power Metal) 2000–2004
- DragonForce (Power Metal) 2005–2019
- Sinsaenum (Blackened Death Metal) 2016–
- Kreator (Thrash Metal) 2019–
- Amahiru (Heavy Metal/Hard Rock) 2020–